# Список песен Николая Караченцова
Ниже представлен список песен, исполненных Николаем Караченцовым, в том числе в фильмах, спектаклях и на концертах.    
После названия песни в скобках указаны композитор (автор музыки) и поэт (автор стихов).

## А
- «Август, сентябрь» (музыка Максима Дунаевского, слова Ильи Резника).
- «Акулы» (музыка и слова Елены Суржиковой).
- «Александр Иванович, скажи…» (музыка Юрия Массина, слова Аллы Фёдоровой).
- «Алиби» (музыка Владимира Быстрякова, слова Владимира Гоцуленко).
- «Аллергия» (музыка Александра Блоха, слова Бориса Шифрина).
- «Аллилуйя любви!» (музыка Алексея Рыбникова, слова Андрея Вознесенского), рок-опера «Юнона и Авось».
- «Ангел, стань человеком…» (музыка Алексея Рыбникова, слова Андрея Вознесенского), рок-опера «Юнона и Авось».
- «Анна Керн» (музыка Владимира Быстрякова, слова Владимира Гоцуленко).
- «Апрель» (музыка Ладо Сурамели, слова Валерия Краснопольского).
- «Архангел Михаил» (музыка Рустама Неврединова, слова Олеси Борисовой)[1].
- «Ах, мой ангел…» (музыка Николая Парфенюка, слова Вероники Долиной), фильм «Досье детектива Дубровского».
- «Ах, этот вечер…» (музыка Максима Дунаевского, слова Леонида Дербенёва) дуэт с Ольгой Шеро.
- «Аэробика» (музыка Лоры Квинт, слова Владимира Аленикова), фильм «Нужные люди».

## Б
- «Барыня-речка» (музыка Александра Флярковского, слова Леонида Дербенёва).
- «Бегите, кони, бегите…» (музыка Андрея Семёнова, слова Владислава Старчевского).
- «Белеет мой парус» (музыка Геннадия Гладкова, слова Юлия Кима).
- «Белый сон» (музыка Ладо Сурамели, слова Валерия Краснопольского).
- «Бесы» (музыка Владимира Быстрякова, слова Владимира Гоцуленко).
- «Блюз капроновых чулок» (музыка Владимира Быстрякова, слова Александра Вратарёва).
- «Большой вальс» (музыка Лоры Квинт, слова Владимира Аленикова), фильм «Нужные люди».
- «Будем, как Солнце всегда молодое…» (музыка Евгения Доги, слова Константина Бальмонта), фильм «Исчадье ада»
- «Быль-небыль» (музыка Владимира Быстрякова, слова Владимира Шлёнского).
- «Бюрократ» (музыка и слова Ирины Грибулиной), дуэт с Ириной Грибулиной.
- «Бюро погоды» (музыка Оскара Фельцмана, слова Наума Олева).

## В
- «Вакханалия азарта» (музыка Максима Дунаевского, слова Наума Олева), фильм «Трест, который лопнул», дуэт с Павлом Смеяном.
- «Весёлая компания» (музыка Александра Рогачёва, слова Алексея Митрофанова).
- «Весёлый ковбой» (музыка Валерия Севастьянова, слова Алексея Римицана), фильм «Один за всех».
- «Ветреная женщина» (музыка Максима Дунаевского, слова Ильи Резника).
- «Вижу сон» (музыка Юрия Эриконы, слова Сергея Есенина).
- «Вираж» (музыка Александры Пахмутовой, слова Николая Добронравова).
- «Вместе навсегда» (музыка Нодара Николаишвили, слова Романа Петренко), дуэт с Тамуной Амонашвили.
- «В Михайловском» (музыка Владимира Быстрякова, слова Владимира Гоцуленко).
- «В небо летело» (музыка Юрия Массина, слова Валерия Медведева).
- «В общем, попали мы!..» (музыка Максима Дунаевского, слова Леонида Дербенёва), фильм «И чёрт с нами!».
- «В одни ворота» (музыка Анатолия Кальварского, слова Михаила Рябинина).
- «Вольная воля» (музыка и слова Татьяны Камышевой).
- «Вот какая любовь» (музыка Романа Майорова, слова Михаила Рябинина), дуэт с Ириной Уваровой.
- «В парке за городом» (музыка Дмитрия Данина, слова Алексея Лысенко)
- «Всё тороплюсь, спешу, лечу я…» (музыка Александра Блоха, слова Эльдара Рязанова).
- «Всё, что память забывает» (музыка Максима Дунаевского, слова Леонида Дербенёва), фильм «Маленькое одолжение».
- «В Смольном бал» (музыка Бориса Оппенгейма, слова Юрия Гука).
- «Второй дуэт Пастраны и Инес» (музыка Геннадия Гладкова, слова Михаила Донского), фильм «Благочестивая Марта», дуэт с Екатериной Райкиной.
- «В Храме искусства» (музыка Рустама Неврединова, слова Олеси Борисовой).
- «В царстве ритма» (музыка Ефима Адлера, слова Лорины Дымовой), аудиосказка «В стране музыкальных волшебников».
- «В час хороший на закате…» (музыка Бориса Оппенгейма, слова Юрия Гука).
- «Высший пилотаж» (музыка и слова Елены Суржиковой).

## Г
- «Галатея» (музыка Юрия Массина, слова Аллы Фёдоровой).
- «Городское многоборье» (музыка Дмитрия Данина, слова Бориса Ческиса).

## Д
- «Давай поговорим» (музыка Максима Дунаевского, слова Наума Олева), фильм «Светлая личность».
- «Два сердца» (музыка Максима Дунаевского, слова Леонида Дербенёва), фильм «И чёрт с нами!».
- «Дедушкин сундук» (музыка Максима Дунаевского, слова Леонида Дербенёва), фильм «Маленькое одолжение».
- «Действуй!» (музыка Татьяны Островской, слова Алексея Римицана).
- «Дни сентября» (музыка Рустама Неврединова, слова Елены Голубенковой) дуэт с Галиной Журавлёвой.
- «До встречи!» (музыка Марка Левянта, слова Андрея Быстрова)
- «Дон Жуан» (музыка Нодара Николаишвили, слова Сергея Есенина).
- «Дорога» (музыка Владимира Быстрякова, слова Владимира Гоцуленко).
- «Дорога в никуда» (музыка Юрия Массина, слова Бориса Шифрина).
- «Дороги» (музыка Андрея Петрова, слова Марины Цветаевой), фильм «Петербургские тайны».
- «Дорожная песня Тиля» (музыка Геннадия Гладкова, слова Юлия Кима), спектакль «Тиль».
- «Другие слова» (музыка Владимира Быстрякова, слова Игоря Лазоревского), дуэт с Татьяной Шиманской.
- «Дуня» (музыка и слова Марка Марьяновского).
- «Душа» (музыка Максима Дунаевского, слова Наума Олева), фильм «Светлая личность».
- «Душа» (музыка Николая Парфенюка, слова Вероники Долиной), фильм «Досье детектива Дубровского».
- «Душой я бешено устал…» (музыка Алексея Рыбникова, слова Андрея Вознесенского), рок-опера «Юнона и Авось».
- «Дуэт Пса и Болонки» (музыка Бориса Оппенгейма, слова Михаила Либина), мультфильм «Пёс в сапогах», дуэт с Ириной Муравьёвой.
- «Дуэт Рикардо и Федерико» (музыка Геннадия Гладкова, слова Михаила Донского), фильм «Собака на сене», дуэт с Михаилом Боярским.
- «Дышать с тобою» (музыка Нодара Николаишвили, слова В. Георгадзе) дуэт с Ларисой Долиной.
- «Дядька-сапёр» (музыка Владимира Евзерова, слова Николая Зиновьева).

## Е
- «Если б, если б, если б…» (музыка Бориса Оппенгейма, слова Юрия Гука).
- «Ехать — значит ехать…» (музыка Владимира Быстрякова, слова Аркадия Гарцмана).

## Ж
- «Железная Дева» (музыка Николая Парфенюка, слова Вероники Долиной), фильм «Досье детектива Дубровского».
- «Жёлтый остров» (музыка Юрия Массина, слова Аллы Фёдоровой).
- «Жёлтый цвет» (музыка Романа Майорова, слова Николая Рубцова).
- «Жизнь всегда права» (музыка Павла Ермишёва, слова Льва Ошанина).

## З
- «Забудем ссоры» (музыка Марклена Беленко, слова Сергея Алиханова, Александра Жигарева).
- «Загадочная русская душа» (музыка Геннадия Гладкова, слова Юрия Энтина), фильм «Чокнутые».
- «Заговор Черномора» (музыка Андрея Семёнова, слова Андрея Сёмина) из мюзикла «Новый год у Лукоморья»
- «Законы жанра» (музыка Максима Дунаевского, слова Наума Олева), фильм «Трест, который лопнул», дуэт с Павлом Смеяном.
- «Занавеска» (музыка Владимира Быстрякова, слова Аркадия Гарцмана).
- «Зачтётся» (музыка Романа Бодрова, слова Сергея Бокова).
- «Звёзды Мехико» (музыка Александры Пахмутовой, слова Николая Добронравова).
- «Звёзды сошли с небес…» (музыка и слова Елены Суржиковой).
- «Здесь был Вася!» (музыка Максима Дунаевского, слова Наума Олева), фильм «Светлая личность».
- «Зимнее письмо» (музыка Виты Шпаковской, слова Елены Парадизовой).
- «Зимняя фантазия» (музыка Владимира Быстрякова, слова Владимира Гоцуленко).
- «Злая песня» (музыка Геннадия Гладкова, слова Юлия Кима), спектакль «Тиль»
- «Знакомый взгляд» (музыка Романа Майорова, слова Якова Гальперина), дуэт с Ириной Уваровой.

## И
- «И защебечет жаворонок звонко…» (музыка Юрия Массина, слова Ильи Лапшина).
- «Ироническая кадриль» (музыка Лоры Квинт, слова Владимира Аленикова), фильм «Нужные люди».
- «Испанская сюита» (музыка и слова Елены Суржиковой), дуэт с Татьяной Львовой.
- «Исповедь» (музыка Владимира Быстрякова, слова Владимира Гоцуленко).
- «История, которой не было» (музыка Михаила Чугунова, слова Дмитрия Неткача) дуэт с Мариной Ширшиковой.

## К
- «Казино» (музыка и слова Елены Суржиковой).
- «Как близко ты и далеко» (музыка Юрия Мартынова, слова Андрея Дементьева) дуэт с Ольгой Зарубиной.
- «Как давно всё было» (музыка Максима Дунаевского, слова Леонида Дербенёва), фильм «Маленькое одолжение».
- «Как много дней» (музыка Александра Блоха, слова Эльдара Рязанова).
- «Как молоды мы были» (музыка Александры Пахмутовой, слова Николая Добронравова).
- «Как ни в чём не бывало» (музыка Татьяны Островской, слова Владимира Вишневского).
- «Как пела эта скрипка…» (музыка Олега Кваши, слова Виктора Гина).
- «Как я помню всё это» (музыка Вениамина Баснера, слова Михаила Матусовского) дуэт с Еленой Дриацкой, фильм «Воскресный папа».
- «Каратэ» (музыка Владимира Быстрякова, слова Владимира Гоцуленко).
- «Каскадёр» (музыка Бориса Журавлёва, слова Якова Голякова).
- «Кино, кино, кино…» (музыка Теодора Ефимова, слова Симона Осиашвили), фильм «Что такое Ералаш?».
- «Кленовый лист» (музыка Максима Дунаевского, слова Леонида Дербенёва), фильм «Маленькое одолжение».
- «Колдовское колесо» (музыка Максима Дунаевского, слова Ильи Резника).
- «Колдунья за рулём» (музыка Лоры Квинт, слова Николая Зиновьева).
- «Колесо судьбы» (музыка Романа Майорова, слова Михаила Рябинина).
- «Корабль» (музыка Александра Рогачёва, слова Рабиндраната Тагора, рус. перевод А. Ануфриева).
- «Корнет» (музыка Геннадия Гладкова, слова Юрия Энтина), фильм «Чокнутые».
- «Коррида» (музыка Максима Дунаевского, слова Ильи Резника).
- «Криминальное танго» (музыка Максима Дунаевского, слова Ильи Резника).
- «Кристина» (музыка Петрэ Теодоровича, слова Анатолия Поперечного).
- «Кроме одного» (музыка Бориса Оппенгейма, слова Юрия Гука).
- «Куда ты уходишь, Россия?» (музыка Юрия Массина, слова Михаила Чернышова).
- «Куплеты Пастраны» (музыка Геннадия Гладкова, слова Михаила Донского), фильм «Благочестивая Марта».

## Л
- «Легенда о соболиной охоте» (музыка Юрия Массина, слова Валерия Медведева).
- «Леди Гамильтон» (музыка Владимира Быстрякова, слова Александра Вратарёва).
- «Леди Жёлтый цвет» (музыка Владимира Быстрякова, слова Александра Вратарёва).
- «Лестница власти» (музыка Анатолия Кролла, слова Юрия Ряшенцева), фильм «Простодушный».
- «Лето» (музыка и слова Ирины Грибулиной).
- «Лжетоварищи мои» (музыка Максима Дунаевского, слова Ильи Резника).
- «Любовь — наш господин» (музыка Максима Дунаевского, слова Наума Олева), фильм «Трест, который лопнул», дуэт с Павлом Смеяном.
- «Люди в погонах» (музыка Владимира Евзерова, слова Николая Денисова).
- «Люди-звери» (музыка Александра Морозова, слова Анатолия Поперечного).

## М
- «Мадам» (музыка Лоры Квинт, слова Николая Зиновьева).
- «Маленький человек» (музыка и слова Ирины Грибулиной).
- «Маленький чёрный полковник» (музыка Владимира Быстрякова, слова Аркадия Гарцмана).
- «Манеж» (музыка и слова Юрия Визбора).
- «Манекены» (музыка Игоря Дорохова, слова Якова Гальперина).
- «Марьина роща» (музыка и слова Лоры Квинт).
- «Маятник» (музыка Теодора Ефимова, слова Симона Осиашвили), фильм «Что такое Ералаш?».
- «Между прочим» (музыка Юрия Якушева, слова Бориса Дубровина)
- «Мелодия капели» (музыка Александра Софронова, слова Сергея Бокова).
- «Месть» (музыка Максима Дунаевского, слова Наума Олева), фильм «Трест, который лопнул», дуэт с Павлом Смеяном.
- «Милые алые зори» (музыка и слова Олега Газманова).
- «Минуты тишины» (музыка Андрея Петрова, слова Михаила Матусовского), фильм «Батальоны просят огня».
- «Мираж» (музыка Юрия Массина, слова Аллы Фёдоровой).
- «Мы разные» (музыка Игоря Дорохова, слова Якова Гальперина).
- «Мне снился сон» (музыка Максима Дунаевского, слова Леонида Дербенёва), фильм «Опасно для жизни!».
- «Многоэтажная окраина» (музыка Марка Минкова, слова Михаила Анчарова), телесериал «В одном микрорайоне» (1976).
- «Мой поезд ещё не ушёл» (музыка Рустама Неврединова, слова Симона Осиашвили).
- «Молдаванка» (музыка Александра Журбина, слова Асара Эппеля).
- «Молитва» (музыка Бориса Оппенгейма, слова Юрия Гука).
- «Молитва» (музыка Максима Дунаевского, слова Ильи Резника).
- «Монолог начинающего бизнесмена» (музыка и слова Лоры Квинт).
- «Монолог нужного человека» (музыка Лоры Квинт, слова Владимира Аленикова), фильм «Нужные люди».
- «Москва» (музыка Николая Парфенюка, слова Вероники Долиной), фильм «Досье детектива Дубровского».
- «Московский вальс» (музыка Олега Федосеева, слова Александра Холина)
- «Мотаю срок» (музыка Владимира Быстрякова, слова Александра Коротко).
- «Моя маленькая леди» (музыка Максима Дунаевского, слова Ильи Резника).
- «Музей мадам Тюссо» (музыка Игоря Демарина, слова Николая Зиновьева).
- «Мчится времени река» (музыка Георгия Фиртича, слова Абрама Каминского), фильм «Транзит для дьявола».
- «Мы в садовников играли» (музыка Сергея Березина, слова Ларисы Рубальской), дуэт с Ириной Уваровой.
- «Мы разные» (музыка Игоря Дорохова, слова Якова Гальперина).
- «Мы родом из разведки» (музыка Вениамина Баснера, слова Михаила Матусовского), фильм «Тайная прогулка».

## Н
- «Надоело!» (музыка Юрия Варума, слова Натальи Шемятенковой)[2].
- «Над пушкинской строкой» (музыка Владимира Быстрякова, слова Владимира Гоцуленко).
- «На золотом крыльце» (музыка Татьяны Островской, слова Алексея Римицана).
- «На краю Земли» (музыка Владимира Быстрякова, слова Владимира Гоцуленко).
- «Нам дороги дороги» (музыка Кима Брейтбурга, слова Карена Кавалеряна) исполняют Николай Караченцов, Александр Кутиков, Александр Иванов, Александр Маршал
- «Наталья Николаевна» (музыка Владимира Быстрякова, слова Владимира Гоцуленко).
- «Наша Земля» (музыка Максима Дунаевского, слова Леонида Дербенёва), фильм «Маленькое одолжение».
- «Нелюдимая» (музыка Александра Басилая, слова Михаила Танича).
- «Не спеши закрывать за мной дверь» (музыка Михаила Чугунова, слова Дмитрия Неткача).
- «Новогодняя звезда» (музыка Александра Жилинского, слова Юрия Мельничука)
- «Ночной экспресс» (музыка Михаила Клёнова, слова Александра Жигарева).
- «Ну, чем мы не пара?» (музыка Евгения Крылатова, слова Михаила Пляцковского).

## О
- «Образ твой меня тревожит» (музыка Лоры Квинт, слова Владимира Аленикова), фильм «Нужные люди», дуэт с Лорой Квинт[2].
- «Огни большого города» (музыка Максима Дунаевского, слова Наума Олева), фильм «Трест, который лопнул», дуэт с Павлом Смеяном.
- «Одинаковые люди» (музыка Максима Дунаевского, слова Наума Олева), фильм «Светлая личность».
- «Ожидание» (музыка Владимира Быстрякова, слова Владимира Гоцуленко).
- «О, не лети так, жизнь!» (музыка Александра Блоха, слова Леонида Филатова).
- «Опасная игра» (музыка Владимира Быстрякова, слова Александра Вратарёва).
- «Осенний лес» (музыка Владимира Быстрякова, слова Павла Кима).
- «Осень» (музыка Татьяны Островской, слова Наума Олева).
- «Отговорила роща золотая» (музыка Григория Пономаренко, слова Сергея Есенина) исполняют Николай Караченцов, Нина Шацкая, Надежда Бабкина, Максим Покровский и группа «Ногу свело!».
- «От добра — добра не ищут» (музыка Альберта Арутюнова, слова Анны Саед-Шах), дуэт с Ириной Уваровой.
- «Отставной майор» (музыка Олега Кваши, слова Валерия Панфилова).

## П
- «Париж» (музыка Александра Жилинского, слова Юрия Рыбчинского).
- «Патриаршие пруды» (музыка Андрея Головина, слова Елены Скороходовой), фильм «На углу, у Патриарших-2».
- «Первая леди» (музыка Екатерины Семёновой, слова Ольги Куланиной).
- «Первый дуэт Пастраны и Инес» (музыка Геннадия Гладкова, слова Михаила Донского), фильм «Благочестивая Марта», дуэт с Екатериной Райкиной.
- «Песенка белого рыцаря» (музыка Владимира Быстрякова, слова Вадима Левина), мультфильм «Алиса в Зазеркалье».
- «Песенка Дикки Мелони» (музыка Владимира Дашкевича, слова Юлия Кима), фильм «Короли и капуста».
- «Песенка о дуэлях» (музыка Владимира Быстрякова, слова Владимира Гоцуленко).
- «Песенка о трёх китах» (музыка Максима Дунаевского, слова Наума Олева), фильм «Трест, который лопнул», дуэт с Павлом Смеяном.
- «Песенка Урри» (музыка Евгения Крылатова, слова Юрия Энтина), фильм «Приключения Электроника»
- «Песенка Чарли» (музыка Чарли Чаплина, слова Валерия Сауткина)[2]
- «Песня гасконца» (музыка Бориса Оппенгейма, слова Михаила Либина), мультфильм «Пёс в сапогах».
- «Песня гёзов» (музыка Геннадия Гладкова, слова Юлия Кима), спектакль «Тиль»
- «Песня Мэкки-Ножа» (музыка Курта Вайля, слова Бертольта Брехта, русский перевод Соломона Апта), фильм «Один за всех».
- «Песня «нужных» людей о красоте» (музыка Лоры Квинт, слова Владимира Аленикова), фильм «Нужные люди».
- «Песня Орловского» (музыка Валерия Тишлера, слова Александра Егорова), фильм «Летучая мышь».
- «Подбитая птица» (музыка Бориса Емельянова, слова Бориса Дубровина).
- «Подводный крейсер» (музыка Вячеслава Колотова, слова Андрея Якунина).
- «Поезда» (музыка Максима Дунаевского, слова Ильи Резника).
- «Привет, артист!» (музыка Лоры Квинт, слова Николая Денисова).
- «Признаки любви» (музыка Лоры Квинт, слова Владимира Аленикова), фильм «Нужные люди».
- «Принесите карты открытий…» (музыка Алексея Рыбникова, слова Андрея Вознесенского), рок-опера «Юнона и Авось».
- «Пролог» (музыка Михаила Чугунова, слова Дмитрия Неткача).
- «Прощание с Одессой» (музыка Владимира Быстрякова, слова Владимира Гоцуленко).
- «Пути-дороги» (музыка и слова Юрия Эриконы).

## Р
- «Ради женщин» (музыка Александра Журбина, слова Ильи Резника).
- «Резиновая Зина» (музыка Александра Блоха, слова Агнии Барто).
- «Романс о прекрасной даме» (музыка Владимира Быстрякова, слова Владимира Гоцуленко).
- «Рыжий клоун» (музыка Георгия Гараняна, слова Бориса Пургалина).
- «Рыжий кот» (музыка Маргариты Воронцовой, стихи Евгения Ряпова).
- «Рыцари оседлые» (музыка Максима Дунаевского и Дмитрия Данина, слова Андрея Внукова).

## С
- «Самовар» (музыка Анатолия Кальварского, слова Бориса Пургалина).
- «Сезон прощаний» (музыка Владимира Быстрякова, слова Юрия Рогозы).
- «Сентябрь» (музыка Вячеслава Малежика, слова Сергея Таска), фильм «Один за всех».
- «Сердце» (музыка Юрия Массина, слова Расула Гамзатова).
- «Серенада короля Жан-Жана» (музыка Ромуальда Гринблата, слова Юлия Кима), фильм «Раз, два — горе не беда!»
- «Серенада Рикардо» (музыка Геннадия Гладкова, слова Михаила Донского), фильм «Собака на сене».
- «Синий балкон» (музыка Нодара Николаишвили, слова Юрия Ряшенцева).
- «Скачи, вороной!» (музыка Романа Майорова, слова Якова Гальперина).
- «Смейся, паяц!» (музыка Владимира Быстрякова, слова Александра Вратарёва).
- «Снимается кино» (музыка Анатолия Кальварского, слова Олега Рябоконя), фильм «Один за всех».
- «Снова полюблю!» (музыка и слова Елены Суржиковой).
- «Солнечные пятна» (музыка Ладо Сурамели, слова Валерия Краснопольского).
- «Спасатель» (музыка Лоры Квинт, слова Владимира Аленикова).
- «Ссора» (музыка Ирины Грибулиной, слова Владимира Маргойта), дуэт с Ириной Грибулиной.
- «Страдание» (музыка Яна Френкеля, слова Михаила Танича), фильм «Белые росы».
- «Судьба актёрская» (музыка Рустама Неврединова, слова Юлии Нифонтовой).
- «Сукин сын» (музыка народная, стихи Сергея Есенина), фильм «Ошибки юности».
- «Суперстрасть» (музыка Максима Дунаевского, слова Наума Олева), фильм «Трест, который лопнул», дуэт с Павлом Смеяном.
- «Суть джентльмена» (музыка Максима Дунаевского, слова Наума Олева), фильм «Трест, который лопнул», дуэт с Павлом Смеяном.
- «Суфлёр» (музыка Владимира Шаинского, слова Сергея Алиханова, Александра Жигарева)
- «Сценарист» (музыка Вячеслава Горского, слова Сергея Крылова), дуэт с Ольгой Кабо.
- «Счастливые случайности» (музыка Олега Сорокина, слова Сергея Алиханова, Александра Жигарева).

## Т
- «Таинственный магнит» (музыка Лоры Квинт, слова Николая Денисова).
- «Тайна падающей звезды» (музыка Владимира Быстрякова, слова Владимира Гоцуленко).
- «Танго» (музыка Михаила Чугунова, слова Дмитрия Неткача).
- «Твоя рука» (музыка Адриана Корчинского, слова Бориса Дубровина), дуэт с Еленой Степановой.
- «Теннисная песенка» (музыка Лоры Квинт, слова Риммы Казаковой).
- «Тот, который не стрелял» (музыка и слова Владимира Высоцкого)[2].
- «Третий тост» (музыка Анатолия Кальварского, слова Виктора Шварца).
- «Ты меня на рассвете разбудишь…» (музыка Алексея Рыбникова, слова Андрея Вознесенского), рок-опера «Юнона и Авось».
- «Ты укрой меня снегом, зима» (музыка Александра Блоха, слова Эльдара Рязанова)[3].

## У
- «Удача» (музыка Вячеслава Малежика, слова Павла Хмары), фильм "Один за всех.
- «У каждого из нас характер свой» (музыка Игоря Дорохова, слова Якова Гальперина).
- «Улетело птицей» (музыка Юрия Массина, слова Аллы Фёдоровой).
- «Улица Случайная» (музыка Дмитрия Данина, слова Алексея Лысенко), дуэт с Ольгой Кабо.
- «У нас, в Испании» (музыка Геннадия Гладкова, слова Михаила Донского), фильм «Благочестивая Марта», дуэт с Макаром Алпатовым.
- «Усталый огонь» (музыка Максима Дунаевского, слова Ильи Резника).
- «У цыганского шатра» (музыка Владимира Быстрякова, слова Владимира Гоцуленко).

## Ф
- «Факир на час» (музыка Игоря Дорохова, слова Якова Гальперина).

## Ц
- «Цепи любви» (музыка и слова Вячеслава Малежика), фильм «Один за всех».

## Ч
- «Чаша горькая» (музыка Юрия Массина, слова Бориса Шифрина).
- «Человек в чисто поле выходит» (музыка Евгения Крылатова, слова Беллы Ахмадулиной).
- «Чёрная стрелка» (музыка Исаака Дунаевского, слова Василия Лебедева-Кумача).
- «Чёрный ворон кружит…» (музыка Владимира Быстрякова, слова Владимира Гоцуленко).
- «Что тебе подарить?» (музыка Романа Майорова, слова Сергея Алиханова, Александра Жигарева), дуэт с Ириной Уваровой.

## Ш
- «Шестая жизнь» (музыка Олега Кваши, слова Николая Денисова).
- «Штурвал» (музыка и слова Елены Суржиковой).

## Э
- «Эмиры и султаны» (музыка Юрия Массина, слова Бориса Шифрина).
- «Эти летние дожди…» (музыка Марка Минкова, слова Семён Кирсанов).

## Ю
- «Юбилей» (музыка Владимира Быстрякова, слова Аркадия Гарцмана).
- «Югорская звезда» (музыка Олега Кваши, слова Валерия Панфилова).

## Я
- «Я верю!» (музыка Вячеслава Малежика, слова Михаила Танича), фильм «Один за всех».
- «Я всегда не прав» (музыка Олега Сорокина, слова Михаила Шаброва).
- «Я вспоминаю о тебе…» (музыка Ладо Сурамели, слова Валерия Краснопольского).
- «Я зажёг свой костёр» (музыка Юрия Эриконы, слова Сергея Есенина).
- «Я не солгу!» (музыка и слова Елены Суржиковой).
- «Я по городу иду» (музыка Павла Овсянникова, слова Юрия Энтина), мультфильм «Контакты... конфликты...».
- «Ярмарка, базар, продажа» (музыка Максима Дунаевского, слова Наума Олева), фильм «Трест, который лопнул», дуэт с Павлом Смеяном.
- «Я умираю от простой хворобы…» (музыка Алексея Рыбникова, слова Андрея Вознесенского), рок-опера «Юнона и Авось»[4][5][6][7].